# Motor Sicz

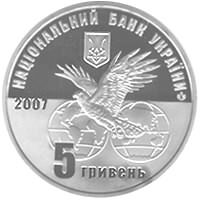
Jubileuszowa moneta Ukrainy — 100 lat „Motor Sicz”. Awers

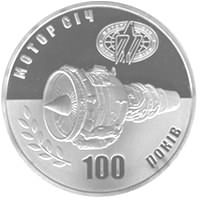
Jubileuszowa moneta Ukrainy — 100 lat „Motor Sicz”. Rewers

Motor Sicz (ukr. Мотор Січ) – ukraińskie przedsiębiorstwo produkujące silniki samolotowe, śmigłowcowe oraz bloki energetyczne oparte na turbinach gazowych.

## Historia
Zakład został założony w 1907 roku. Do grudnia 1915 r. produkował mechanizmy i narzędzia rolnicze, zajmował się różnego rodzaju obróbką mechaniczną oraz żeliwa i miedzi.
W grudniu 1915 r. zakład kupiła spółka akcyjna „Duflon, Konstantynowicz i K°” („Deka”), zmieniając profil działalności produkcyjnej. W listopadzie 1916 roku zbudowano w nim pierwszy sześciocylindrowy silnik chłodzony cieczą.
W 1953 roku fabryka rozpoczęła produkcję silników odrzutowych.
Obecnie jest jedną z wiodących światowych korporacji w zakresie rozwoju, produkcji, naprawy i serwisu lotniczych turbinowych silników spalinowych do samolotów i śmigłowców, a także przemysłowych instalacji turbin gazowych. W 2017 roku firma zatrudniała 27 320 pracowników.

## Struktura PJSC „Motor Sicz”
PJSC „Motor Sicz” obejmuje następujące jednostki strukturalne zlokalizowane na terytorium Ukrainy:
- Zaporoski Zakład Budowy Silników – zakład główny (miasto Zaporoże).
- Zaporoski Zakład Budowy Maszyn im W. I. Omelczenki (miasto Zaporoże).
- Sniżański Zakład Budowy Maszyn (miasto Śnieżne).
- Wołoczyski Zakład Budowy Maszyn (miasto Wołoczyska).
- Motor-Sicz Airlines (miasto Zaporoże).
- lokalna firma telewizyjno-radiowa „Alex” (miasto Zaporoże).